# Alexander Alexandrowitsch Maximow (Philosoph)
Alexander Alexandrowitsch Maximow (russisch Александр Александрович Максимов; * 16. Augustjul. / 28. August 1891greg. in Troizk; † 28. Juni 1976 in Moskau) war ein sowjetischer Philosoph und Wissenschaftshistoriker.
Maximow studierte bis 1916 am Institut für Physik und Mathematik der Universität Kasan. Nach der Oktoberrevolution arbeitete er beim Volkskommissariat für Bildungswesen. 1918 wurde er Mitglied der Kommunistischen Partei. Ab 1922 lehrte er an der Moskauer Universität Geschichte der Naturwissenschaften und Philosophie. 1943 wurde er zum korrespondierenden Mitglied der Akademie der Wissenschaften der UdSSR gewählt. Er erhielt zahlreiche staatliche Auszeichnungen: den Leninorden, den Orden des Roten Banners der Arbeit, den Orden des Roten Sterns und andere.